# Walter Sharpe
Walter Lee Sharpe III (* 16. Juli 1986 in Birmingham, Alabama) ist ein US-amerikanischer Basketballspieler.

## College
Nachdem er auf die Parker High School gegangen war, unterschrieb er bei der Mississippi State University. Dort kam er während seiner Freshman-Saison nicht zum Einsatz und wechselte deswegen zur UAB.
An der UAB erzielte er durchschnittlich 14,2 Punkte pro Spiel.

## NBA
2008 wurde er an 32. Stelle der Seattle SuperSonics gedraftet und direkt von den Seattle SuperSonics mit Trent Plaisted gegen D. J. White, zu den Detroit Pistons getradet.

## Statistiken
| Season  | Points/G | Rebounds/G | Assists/G | Steals/G | Blocks/G | FG %  |
| ------- | -------- | ---------- | --------- | -------- | -------- | ----- |
| 2008-09 | 1.0      | 3.0        | 0.0       | 0.0      | 0.3      | . 364 |